# Interactive Music Streaming Engine

L’Interactive MUsic Streaming Engine (iMUSE) est un système de synchronisation audio développé par Michael Land et Peter McConnell en 1991 dans le cadre du développement de Monkey Island 2: LeChuck's Revenge. Il permet de synchroniser les pistes audio avec les événements se déroulant dans le jeu. La musique s’adapte ainsi en fonction des environnements ou des situations dans lesquels se trouve le joueur, le passage d’une piste audio à une autre se faisant de manière logique. Le système est intègré au moteur de jeu Script Creation Utility for Maniac Mansion et est donc utilisé dans tous les jeux d'aventure basé sur ce dernier à partir de 1991. Il est également utilisé dans d’autres titres développés par LucasArts tels que Star Wars: X-Wing,.
iMUSE est considéré comme une des premières contributions significatives à la musique interactive dans les jeux vidéo.